# Van-Bogaert-Hozay-Syndrom
Das Van-Bogaert-Hozay-Syndrom ist eine sehr seltene angeborene Erkrankung mit den Hauptmerkmalen einer Akroosteolyse, Gesichtsdysmorphie und geistiger Behinderung.
Synonyme sind: hereditäre idiopathische Osteolyse Typ III Hozay; englisch Hozay’s syndrome; Acro-osteolysis-facial dysplasia syndrome
Die Bezeichnung bezieht sich auf den Autoren der Erstbeschreibung aus dem Jahre 1953 durch den belgischen Neurologen Jean Hozay und zeitgleich durch den belgischen Neuropathologen Ludo van Bogaert (1897–1989).

## Verbreitung
Die Häufigkeit ist nicht bekannt, die Vererbung erfolgt autosomal-rezessiv.

## Klinische Erscheinungen
Klinische Kriterien sind:
- Krankheitsbeginn im Kleinkindesalter
- Verkrümmung der Endphalangen, progrediente Osteolyse mit Verschwinden von End- und Mittelphalangen bis zu amputationsartigen Veränderungen, Kontrakturen der Fingergelenke, eventuell auch des Handgelenkes und des Ellbogengelenkes
- Hypoplasie der Ulna handgelenksnahe
- Kleinwuchs
- Gesichtsauffälligkeiten wie breites Gesicht, flache Nase, Ohrmuscheldeformitäten, betonter Jochbogen, Hypertelorismus, Mikrognathie
- Augenauffälligkeiten wie Hypoplasie der Wimpern und Augenbrauen, Ptosis, Astigmatismus und Myopie
- Hautatrophie mit Ulzeration über den Osteolysen, teilweise auch im Gesicht
- Debilität

## Differentialdiagnose
Abzugrenzen sind andere Formen der erblichen Akroosteolysen.